# Parrhasius appula
Parrhasius appula är en fjärilsart som beskrevs av William Chapman Hewitson 1874. Parrhasius appula ingår i släktet Parrhasius och familjen juvelvingar. Inga underarter finns listade i Catalogue of Life.